# Júnis Mahmúd
Júnis Mahmúd (* 3. února 1983) je bývalý irácký fotbalista, který hrál jako útočník a fotbalový funkcionář. Odehrál 148 zápasů za reprezentaci a deset let byl kapitánem reprezentace. Mimo Irák hrál v SAE, Kataru a Saúdské Arábii.
S reprezentací vyhrál Mistrovství Asie ve fotbale 2007. V tomto roce byl nominován na Zlatý míč a stal se tak prvním iráckým hráčem, kterému se to podařilo, v anketě skončil 29. Hrál na Konfederačním poháru FIFA 2009, odehrál všechny 3 zápasy své reprezentace na turnaji.
Má nejvíce startů za iráckou reprezentaci a je prvním hráčem v historii AFC, který skóroval na čtyřech mistrovství Asie po sobě.